# Гаябашы (Ходжалинский район)
Гаябашы (азерб. Qayabaşı), ранее Даграв (азерб. Dəhrəv) — село в Дашбулагском сельском административно-территориальном округе Ходжалинского района Азербайджана.

## География
Сёла Дашбулаг, Бадара, Ханъери, Гаябашы, Сунджинка входят в состав Дашбулагского сельского административно-территориального округа Ходжалинского района при этом село Дашбулаг является центром этого сельского административно-территориального округа.

## История
В Советский период на 1 января 1977 года село входило в состав Дашбулакского сельсовета Степанакертского района Нагорно-Карабахской автономной области (НКАО) Азербайджанской ССР и по-русски называлось Даграв. Указом Президиума Верховного Совета Азербайджанской ССР от 15 мая 1978 года было постановлено утвердить решение исполнительного комитета областного Совета народных депутатов Нагорно-Карабахской автономной области о переносе центра Степанакертского района из города Степанакерт (ныне Ханкенди) в рабочий посёлок Аскеран и переименовании Степанакертского района в Аскеранский район. В результате это село оказались в составе Аскеранского района НКАО Азербайджанской ССР.
2 сентября 1991 года на совместной сессии Нагорно-Карабахского областного и Шаумяновского районного Советов народных депутатов была принята Декларация о провозглашении Нагорно-Карабахской Республики в границах Нагорно-Карабахской автономной области (НКАО) и сопредельного Шаумяновского района Азербайджанской ССР.
26 ноября 1991 года Верховный Совет Азербайджанский Республики принял Закон «Об упразднении Нагорно-Карабахской автономной области Азербайджанской Республики». В этом Законе было постановлено помимо упразднения Нагорно-Карабахской Автономной Области (НКАО), в том числе также и упразднение Аскеранского района, образование Ходжалинского района с центром в городе Ходжалы и передача территории упразднённого Аскеранского района в состав Ходжалинского района.
Решением Милли Меджлиса Азербайджанский Республики от 29 декабря 1992 года село было переименовано в Гаябашы. В настоящее время село Гаябашы входит в состав Дашбулагского сельского административно-территориального округа Ходжалинского района Азербайджана.
В ходе Первой Карабахской войны село в начале 1990-х годов попало под контроль непризнанной Нагорно-Карабахской Республики (НКР). Согласно административно-территориальному делению непризнанной республики село располагалось в Аскеранском районе НКР и называлось Даграв.
Согласно Трёхстороннему Заявлению в ночь с 9 по 10 ноября 2020 года, подписанному по итогам Второй Карабахской войны, село перешло под контроль Российских миротворческих сил.
В результате боевых действий в сентябре 2023 года Азербайджан восстановил свой контроль над селом.